# كلايتون كولفين
كلايتون كولفين (بالإنجليزية: Clayton Colvin)‏ هو أمين متحف ورسام أمريكي، ولد في 1976.